# Ophicrania aemula
Ophicrania aemula är en insektsart som först beskrevs av Ludwig Redtenbacher 1908.  Ophicrania aemula ingår i släktet Ophicrania och familjen Phasmatidae. Inga underarter finns listade i Catalogue of Life.